# Stanisław Sowiński (polityk)
Stanisław Sowiński (ur. 1 maja 1904 w Kałuszu, zm. 1985) – polski inżynier leśnik, działacz społeczny, poseł na Sejm PRL II kadencji (1957–1961). 

## Życiorys
Po ukończeniu szkoły średniej w Krakowie podjął studia na Wydziale Leśnym Politechniki Lwowskiej; uzyskuje tam dyplom leśnika-technologa drewna. Od 1929 pracował w wytwórni sklejek, a później jako dyrektor Spółdzielni Leśników we Lwowie. Był redaktorem naczelnym „Aktualnych Wiadomości Leśniczych”. Za okupacji znalazł zatrudnienie jako leśniczy w majątku prywatnym.
W 1945 repatriował się z Galicji Wschodniej podejmując pracę w Administracji Lasów Państwowych. Był kierownikiem Biura Użytkowania i Zbytu Drewna Okręgowego Zarządu Lasów Państwowych w Bytomiu. Pracował w charakterze organizatora szkół średnich o profilu leśniczym w Brynku i Żywcu. Był dyrektorem Gimnazjum Drzewnego w Żywcu w latach 1948–1951. W latach 1951–1963 był inspektorem Rejonu Lasów Państwowych w Żywcu. Od 1963 do 1971 pracował w Zespole Składnic Lasów Państwowych w Żywcu jako kierownik.
W latach 1952–1961 zasiadał w Powiatowej Radzie Narodowej w Żywcu. Sprawował mandat członka Wojewódzkiej Rady Narodowej w Krakowie z ramienia Stronnictwa Demokratycznego. Był działaczem Polskiego Towarzystwa Turystyczno-Krajoznawczego oraz Towarzystwa Miłośników Ziemi Żywieckiej. Był jednym z członków kolegium redakcyjnego „Karty Groni”.
W 1957 uzyskał mandat posła na Sejm II kadencji w okręgu Żywiec. Pracował w Komisji Leśnictwa i Przemysłu Drzewnego. 
Poza działalnością zawodową i polityczną Sowiński publikował prace naukowe z zakresu przemysłu drzewnego. W 1930 wydał pracę pod tytułem Sklejki i płyty klejone. W 1935 w Kaliszu wydano Podkłady kolejowe jego pióra. W tym samym roku we Lwowie ukazały się jego Kleje używane w przemyśle płyt klejonych, a rok później, także we Lwowie, Okręgi nasienne ważniejszych drzew leśnych w Polsce. 

## Odznaczenia
- Krzyż Kawalerski Orderu Odrodzenia Polski[2]
- Srebrny i Złoty Krzyż Zasługi[2]
- Złote Odznaki Polskiego Towarzystwa Leśnego i PTTK
- Odznaka "Zasłużony Działacz Turystyki"[2]
- Odznaka "Zasłużony dla Leśnictwa i Przemysłu Drzewnego"[2]
- Medal 30-lecia PRL[2]
- Medal 40-lecia PRL[2]